# Isola Olson
L'isola Olson è un'isola rocciosa della Terra di Marie Byrd, in Antartide. L'isola, che è completamente ricoperta dai ghiacci, è situata in particolare nella parte della Terra di Marie Byrd che si sovrappone alla parte nord-orientale della Dipendenza di Ross appartiene all'arcipelago delle isole White, di cui è la più vasta e settentrionale. Come le altre isole di questo arcipelago anch'essa si trova davanti alla costa di Saunders, nella parte meridionale della baia di Sulzberger, quasi completamente circondata dai ghiacci della piattaforma glaciale Swinburne e situata poco a nord-est dell'isola Webber.

## Storia
Come le altre isole isole dell'arcipelago, anche l'isola Olson fu scoperta e delineata sempre più accuratamente nel corso di tre spedizioni antartiche comandate dall'ammiraglio Richard Evelyn Byrd e svoltesi nel 1928-30, nel 1933-35 e nel 1939-41, Byrd però inizialmente non riconobbe le isole come tali, definendole invece come "basse scogliere nevose" che si alzavano dal livello della piattaforma glaciale. In seguito, l'intero arcipelago fu mappato dai cartografi dello United States Geological Survey grazie a fotografie scattate dalla marina militare statunitense (USN) durante ricognizioni aeree effettuate nel periodo 1959-65, e l'isola Olson fu così battezzata dal comitato consultivo dei nomi antartici in onore di Michael L. Olson, un fisico della ionosfera del Programma Antartico degli Stati Uniti d'America, che fu di stanza alla stazione Byrd nell'inverno del 1968 e alla stazione Plateau nell'estate 1968-69.